# Демон Максвелла
 Демон Максвелла — уявний експеримент, запропонований 1867 року, а також його головний персонаж — гіпотетична розумна істота мікроскопічного розміру, придумана Джеймсом Максвеллом з метою проілюструвати удаваний парадокс другого закону термодинаміки.

## Суть парадоксу
Уявний експеримент полягає в наступному: припустимо, що посудину з газом розділено непроникною перегородкою на дві частини: праву і ліву. У перегородці отвір з пристроєм (демоном Максвелла), який дозволяє пролітати швидким (гарячим) молекулам газу тільки з лівої частини посудини в праву, а повільним (холодним) молекулам — тільки з правої частини посудини в ліву. Тоді, через великий проміжок часу, гарячі молекули опиняться в правій частині посудині, а холодні — в лівій.
Таким чином, виходить, що демон Максвелла дозволяє нагріти праву частину посудини і охолодити ліву без додаткового підведення енергії до системи. Ентропія для системи, що складається з правої і лівої частини посудини, в початковому стані більша, ніж у кінцевому, що суперечить термодинамічному принципу незнижуваності ентропії в замкнутих системах (див. Другий закон термодинаміки)
Парадокс вирішується, якщо розглянути замкнуту систему, що включає в себе демона Максвела і посудину. Для функціонування демона Максвелла необхідна передача йому енергії від стороннього джерела. За рахунок цієї енергії й проводиться поділ гарячих і холодних молекул у посудині, тобто перехід у стан з меншою ентропією. Детальний розгляд парадоксу для механічної реалізації демона (храповик і собачка) наведено в фейнманівських лекціях з фізики, вип. 4, а також в популярних лекціях Фейнмана «Характер фізичних законів».
З розвитком теорії інформації було встановлено, що процес вимірювання може не приводити до збільшення ентропії за умови, що він є термодинамічно зворотним. Однак у цьому випадку демон повинен запам'ятовувати результати вимірювання швидкостей (стирання їх з пам'яті демона робить процес незворотним). Оскільки пам'ять скінченна, в певний момент демон змушений стирати старі результати, що й приводить в остаточному підсумку до збільшення ентропії всієї системи в цілому.

## У популярній культурі

### У художній літературі
- У повісті «Понеділок починається в суботу» братів Стругацьких демони Максвелла пристосовані адміністрацією НІІЧАВО відчиняти та зачиняти вхідні двері інституту. Також, у повісті «Стажери», розповідається про гігантську флуктуацію — ваза з водою забрала в себе енергію кімнати, в якій вона перебувала, довела себе до кипіння, в кімнаті ж випала паморозь.
- У «Кіберіаді» Станіслава Лема демон Максвелла згадується як «демон першого порядку». Герої книги створюють «демона другого порядку», здатного витягати осмислену інформацію з руху молекул повітря.
- У фентезі Крістофера Сташефа «Маг при дворі Її Величності», «Маг, пов'язаний клятвою» демон Максвелла викликаний закляттям і за властивостями нагадує чарівного джина. Він погоджується виконувати бажання головного героя, бо той добре знає закони фізики. Виглядає як маленька жаринка.
- У своєму есе Кен Кізі переводить парадокс з області термодинаміки в область соціології простою заміною «тепла» на «добро» і «холоду» на «зло», доводячи таким чином неспроможність західної системи цінностей.
- У творі «Будь-який крутий чувак» Пола Ді Філіппо демони Максвелла забезпечують енергією країну «Земля Максвелла», що знаходиться на території Африки. На основі цієї енергії будується політико-незалежне науково-технічне утопічне суспільство.
- У романі Томаса Пінчона «Викривається лот 49» описується пристрій, так звана «машина Нефастіса», в якій використовується демон Максвелла; щоб його активувати, слід «пильно дивлячись на фото Джеймса Максвелла, зосередити думку на одному з циліндрів — правому або лівому, і тоді демон саме в цьому циліндрі піднімає температуру».
- У «Астровітянці» Ніколая Горькавого демон Максвелла згадується як вигук здивування. Твір написаний з місією популяризувати науку, всі лайливі слова та вигуки є посиланням на різних вчених або терміни з фізики, космології та т.п.

### В іграх
- У браузерній грі Elements є ігрова картка, що викликає Демона Максвелла, який здатний убити будь-яку істоту, чия сила перевищує його очки здоров'я.
- У комп'ютерній грі Max Payne 2 також присутній персонаж телешоу на ім'я Демон Максвелла.

### У аніме
- У аніме El Cazador у головної героїні Елліс пробуджується сила, здатна контролювати демона Максвелла.